# Ferrovia Crewe-Holyhead
La ferrovia Crewe-Holyhead (in inglese North Wales Coast Line) è una linea ferroviaria britannica che unisce le città di Crewe, nel Cheshire e Holyhead, sull'Isola di Anglesey.

## Storia
La prima sezione, lunga 34 chilometri, fu aperta nel 1840 tra Crewe e Chester. L'ingegnere civile era Robert Stephenson e l'imprenditore edile Thomas Brassey. La tratta fu costruita dalla Chester and Crewe Railway e rilevata dalla Grand Junction Railway poco prima della sua apertura nel 1840.
Il resto della linea fu costruita dalla Chester and Holyhead Railway Company a partire dal 1 marzo 1845.

### Incidenti
Il 24 maggio 1847 il ponte ferroviario sul fiume Dee crollò in un incidente ferroviario, uccidendo cinque persone.
Il 20 agosto 1868 un treno espresso si scontrò contro dei vagoni merci in corsa presso Abergele. La collisione e il successivo incendio provocarono 33 morti.

## Percorso
| Continuation backward |

| Unknown route-map component "CONTgq" | Unknown route-map component "ABZg+r" |  |

|  | Unknown route-map component "ABZg+l" | Unknown route-map component "CONTfq" |

| Station on track |

| + Unknown route-map component "CONTgq" + Unknown route-map component "STRc2" | + Unknown route-map component "ABZgr" + Unknown route-map component "STR3" |  |

| Unknown route-map component "CONT1" | + Straight track + Unknown route-map component "STRc4" |  |

| Unknown route-map component "eHST" |

| Unknown route-map component "eHST" |

| Unknown route-map component "eHST" |

| Unknown route-map component "eHST" |

|  | Unknown route-map component "eABZg+l" | Unknown route-map component "exCONTfq" |

| Unknown route-map component "eHST" |

| Unknown route-map component "eHST" |

| Unknown route-map component "CONT2" | + Straight track + Unknown route-map component "STRc3" |  |

| + Unknown route-map component "CONTgq" + Unknown route-map component "STRc1" | + Unknown route-map component "ABZg+r" + Unknown route-map component "STR+4" |  |

| Station on track |

| Unknown route-map component "CONTgq" | Junction both to and from right |  |

| Enter and exit tunnel |

| Unknown route-map component "mbKRZo +cerulean" |

| Unknown route-map component "hSTRae" |

| Transverse water | Unknown route-map component "hKRZWae" | Transverse water |

|  | Unknown route-map component "ABZgl" | Unknown route-map component "CONTfq" |

| Unknown route-map component "STR+GRZq" |

| Inghilterra |
| Galles      |

| Unknown route-map component "epHST" |

|  | Unknown route-map component "eABZgl+l" | Unknown route-map component "exCONTfq" |

| Unknown route-map component "eHST" |

| Unknown route-map component "eHST" |

| Unknown route-map component "CONTgq" | Unknown route-map component "THSTu" | Unknown route-map component "CONTfq" |

| Stop on track |

| Unknown route-map component "eHST" |

|  | Unknown route-map component "eABZg+l" | Unknown route-map component "exCONTfq" |

| Unknown route-map component "eHST" |

| Unknown route-map component "eHST" |

| Unknown route-map component "eHST" |

| Stop on track |

|  | Unknown route-map component "eABZg+l" | Unknown route-map component "exCONTfq" |

| Station on track |

|  | Unknown route-map component "eABZgl" | Unknown route-map component "exCONTfq" |

| Unknown route-map component "eHST" |

| Stop on track |

| Unknown route-map component "eHST" |

| Unknown route-map component "eHST" |

| Unknown route-map component "eHST" |

| Stop on track |

| Unknown route-map component "eHST" |

|  | Unknown route-map component "ABZg+l" | Unknown route-map component "CONTfq" |

| Station on track |

| Unknown route-map component "CONTgq" | Unknown route-map component "ABZgr" |  |

| Transverse water | Unknown route-map component "hKRZWae" | Transverse water |

| Station on track |

| Unknown route-map component "eHST" |

|  | Stop on track |

| Stop on track |

| Unknown route-map component "eHST" |

| + Unknown route-map component "uexKHST2" + Unknown route-map component "exKDSTaq" | + Unknown route-map component "eABZgr" + Unknown route-map component "uexSTRc3" |  |

| + Unknown route-map component "uexSTRc1" | + Unknown route-map component "uexSTRl+4" + Straight track | + Unknown route-map component "uexCONTfq" |

|  | Unknown route-map component "eABZg+l" | Unknown route-map component "exCONTfq" |

| Station on track |

| Unknown route-map component "eHST" |

|  | Unknown route-map component "eABZgl" | Unknown route-map component "exCONTfq" |

|  | + Unknown route-map component "eHST" + Unknown route-map component "lhSTRa@f" |

| Unknown route-map component "lWHST-M" | + Unknown route-map component "lWHST-M" + Elevated | + Unknown route-map component "lWHST-M" |

|  | + Station on track + Unknown route-map component "lhSTRe@g" |

| Unknown route-map component "eHST" |

| Unknown route-map component "exCONTgq" | Unknown route-map component "eABZgr" |  |

| Stop on track |

| Stop on track |

| Stop on track |

| Station on track |

| End station |

| Continuation backward |

|  | Unknown route-map component "ABZgl" | Unknown route-map component "CONTfq" |

| Stop on track |

| End station |